# جورج كروكشانك
جورج كروكشانك  (بالإنجليزية: George Cruikshank) (ولد في 27 أيلول 1792 – توفي في 1 شباط 1878) هو رسام كاريكاتير بريطاني ورسام عمل على رسم المخططات والرسوم التوضيحية في الكتب، تأثر بوليم هوجرت. رسم الرسوم التوضيحية لكتب صديقه تشارلز ديكنز ومؤلفين كثيرين آخرين، واشتهر عالميا.

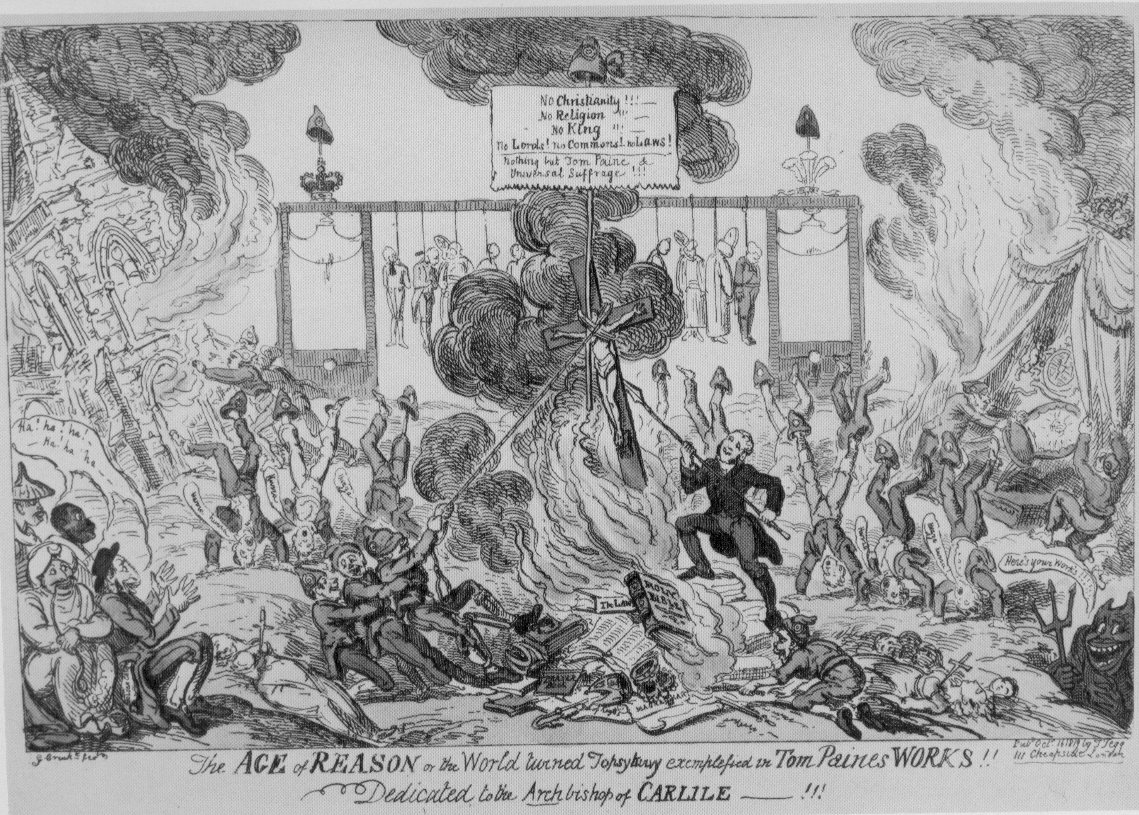
كاركاتير يسخر فيه جورج من كتاب عصر العقل لتوماس بين

## روابط خارجية
- جورج كروكشانك على موقع الموسوعة البريطانية (الإنجليزية)
- جورج كروكشانك على موقع إن إن دي بي (الإنجليزية)